# İstanbul Büyükşehir Belediyesi Spor Kulübü
L'İstanbul Büyükşehir Belediyesi Spor Kulübü, chiamato comunemente solo İstanbul Büyükşehir Belediyesi e spesso abbreviato in İstanbul B.B. o anche İstanbul BBSK, è una società polisportiva con sede ad Istanbul, in Turchia.
La polisportiva è attiva nei seguenti sport:
- atletica leggera
- judo
- karate
- lotta
- pallacanestro
- pallavolo
- pattinaggio di figura
- taekwondo
- tennistavolo

In precedenza vi era anche una sezione calcistica che nel 2014 è diventata autonoma con il nome di İstanbul Başakşehir Futbol Kulübü.